# Mistresses (serie de televisión británica)
Mistresses es una serie de la televisión británica transmitida del 8 de enero del 2008 hasta el 26 de agosto del 2010 por medio de la cadena BBC.
La serie fue creada por SJ Clarkson y Lowri Glain, y sigue a cuatro íntimas amigas y sus complejas vidas sentimentales, todas viven en primera persona las consecuencias de la infidelidad (en algún momento han sido las esposas engañadas, pero también saben lo que es ser la amante).
La serie transmitió su última temporada el 5 de agosto de 2010.

## Historia
La serie cuenta la historia de cuatro mujeres: Katie, una psiquiatra muy respetada que tuvo un romance con un paciente en fase terminal durante dos años y que no logra decírselo a sus amigas; Trudi, una viuda del 11 de septiembre, que desde entonces no ha estado con otro hombre porque el cuerpo de su marido, Paul, jamás ha sido encontrado y que trata de sacar adelante a sus dos hijas de la mejor forma posible; Siobhan, una abogada de éxito obsesionada por tener un hijo con su marido Hari pero que se aburre y va a por lo que le falta junto a su colega Dominic; y Jessica, una mujer sexy de apetito sexual insaciable, un espíritu libre, que reparte su tiempo entre su trabajo como organizadora de eventos y relacionada con numerosos hombres, particularmente con su jefe Simon.

## Personajes

### Personajes principales
| Actor        | Personaje             | Ocupación             | N.º de Episodios | Duración    |
| ------------ | --------------------- | --------------------- | ---------------- | ----------- |
| Sarah Parish | Katie Roden           | Psiquiatra            | 16               | 2008 - 2010 |
| Sharon Small | Trudi Malloy          | Repostera             | 16               | 2008 - 2010 |
| Shelley Conn | Jessica "Jess" Fraser | Planeadora de Eventos | 16               | 2008 - 2010 |
| Orla Brady   | Siobhan Dillon        | Abogada               | 16               | 2008 - 2010 |

### Personajes recurrentes
| Actor          | Personaje          | Ocupación         | N.º de Episodios | Duración    |
| -------------- | ------------------ | ----------------- | ---------------- | ----------- |
| Patrick Baladi | Richard            | Asesor Financiero | 16               | 2008 - 2010 |
| Flossie Ure    | Gina Malloy        | -                 | 16               | 2008 - 2010 |
| Adam Rayner    | Dominic Montgomery | Abogado           | 16               | 2008 - 2010 |
| Lizzie Watkins | Amy Dunlop         | -                 | 15               | 2008 - 2010 |
| Adam Astill    | Simon Bennett      | Planeador         | 13               | 2008 - 2010 |
| Oliver Milburn | Mark Hardy         | Empresario        | 10               | 2008 - 2010 |
| Joanna Lumley  | Vivienne Roden     | -                 | 4                | 2010        |
| Vincent Regan  | Chris Webb         | Inversionista     | 4                | 2010        |
| Alice Patten   | Alice              | -                 | 4                | 2010        |
| Ella Peel      | Cathy Malloy       | -                 | 4                | 2010        |
| Mark Bazeley   | Jeff               | Fotógrafo         | 3                | 2010        |

### Antiguos personajes recurrentes
| Actor           | Personaje      | Ocupación                | N.º de Episodios | Duración    |
| --------------- | -------------- | ------------------------ | ---------------- | ----------- |
| Raza Jaffrey    | Hari Dillon    | -                        | 12               | 2008 - 2009 |
| Joanna Wright   | Cathy          | -                        | 12               | 2008 - 2009 |
| Marc Danbury    | Duggan         | -                        | 7                | 2008 - 2009 |
| Steven Brand    | Jack Hudson    | Doctor                   | 6                | 2009        |
| Natasha Little  | Megan Hudson   | -                        | 6                | 2009        |
| Mark Umbers     | Dan Tate       | Cirujano                 | 6                | 2009        |
| Sean Francis    | Lucas Adams    | Dueño de la Tienda Local | 6                | 2009        |
| Thomas Lockyer  | Tom McCormack  | Empresario               | 6                | 2009        |
| Preeya Kalidas  | Carrie         | Asistente                | 6                | 2009        |
| Max Brown       | Sam Grey       | -                        | 6                | 2008        |
| Anna Torv       | Alex           | -                        | 5                | 2008        |
| Chris Garner    | Rob Carrington | Doctor                   | 5                | 2008        |
| Alys Thomas     | Lisa           | -                        | 5                | 2008        |
| Joanne McQuinn  | Sally Moore    | -                        | 5                | 2008        |
| Charles Edwards | Paul Malloy    | -                        | 2                | 2008        |

## Episodios
La serie se compone de 16 episodios repartidos en tres temporadas: la primera conformada por 6 episodios, la segunda también de 6 episodios y la tercera y última temporada con tan sólo 4 episodios. 

## Producción
La serie fue dirigida por SJ Clarkson, Philip John y Peter Hoar, y contó con la colaboración de los escritores Rachel Pole, Richard Warlow, Harriet Braun y Catrin Clarke.

## Transmisiones
En su país de origen se emitió por medio de la cadena BBC y en España se transmitió por el canal Cosmopolitan TV.

### Remakes estadounidenses
En el 2009 Lifetime produjo un piloto el cual sería protagonizado y producido por Holly Marie Combs, el cual nunca fue escogido para transmitirse.
Más tarde el American Broadcasting Company comisionó otra versión de la serie Mistresses, la cual fue escogida y estrenada en el 2012, la serie es protagonizada por Yunjin Kim como Karen Kim (basado en el papel de Katie), Rochelle Aytes como April Malloy (basado en el papel de Trudi), Jes Macallan como Josslyn "Joss" Carver (basada en el personaje de Jessica) y Alyssa Milano como Savannah "Savi" Davis (basada en el personaje de Siobhan).

## Premios y nominaciones
| Año  | Categoría                                       | Premio     | Nominada   | Resultado |
| ---- | ----------------------------------------------- | ---------- | ---------- | --------- |
| 2011 | Best Actress in a Lead Role in Film/Television  | IFTA Award | Orla Brady | Nominada  |
| 2011 | Best Actress in a Supporting Role in Television | IFTA Award | Orla Brady | Nominada  |